# Lusernetta
Lusernetta (Lusernëtta in piemontese, Luzerneta in occitano) è un comune italiano di 501 abitanti della città metropolitana di Torino in Piemonte.

## Geografia fisica
Si trova in Val Pellice, in destra idrografica dell'omonimo torrente.

## Storia

### Simboli
Lo stemma e il gonfalone sono stati concessi con DPR del 12 ottobre 1987.
La lucerna, che ha assonanza con il toponimo, è rappresentata nella forma di età romana e medievale, formata da un sostegno con tre piccole lampade; in alcune immagini più antiche essa è rappresentata più piccola e munita di gancio con il quale la si poteva appendere.
Il gonfalone è un drappo partito di azzurro e di giallo.

## Monumenti e luoghi d'interesse
Presso il cimitero di Lusernetta si trova la pregevole cappella di San Bernardino.

## Società

### Evoluzione demografica
Abitanti censiti

## Amministrazione
| Periodo | Periodo   | Primo cittadino | Partito              | Carica  | Note |
| ------- | --------- | --------------- | -------------------- | ------- | ---- |
| 2004    | 2009      | Roberto Mauro   | lista civica         | Sindaco |      |
| 2009    | 2014      | Giorgino Cesano | lista civica         | Sindaco |      |
| 2014    | 2019      | Alex Maurino    | lista civica Impegno | Sindaco |      |
| 2019    | in carica | Alex Maurino    | lista civica Impegno | Sindaco |      |

### Altre informazioni amministrative
Lusernetta fa parte dell'Unione Montana del Pinerolese.